# Školství v Ománu
Školství v Ománu je napříč základní a střední úrovní až po věkovou hranici 18 až 19 let bezplatné a zcela bez povinné školní docházky.
Gramotnost obyvatelstva je odhadem pro rok 2010 86,9 % (90,2 % muži, 81,8 % ženy).
Ománci v současnosti (2011) tráví ve škole 13 až 14 let v průměru.
Výdaje na školský sektor obnášely roku 2013 13% státního rozpočtu a 4,6% HDP.
Sektor zcela financuje stát, stát, který v rozpočtu disponuje zejména s kolísavým příjmem z ropy a zemního plynu, školství tak eventuálně ohrožuje závislost právě na státu.
Ministerstva školství Sultanátu Omán spolupracují s řadou světových mezinárodních organizací včetně OSN (například UNESCO, UNICEF), arabskými organizacemi (ALESCO) a arabskými zeměmi z Ománského a Perského zálivu.

## Úvod a historie
Když se Kábús bin Saíd stal roku 1970 sultánem, spočívalo školství v Ománském sultanátu na zaostalé úrovni. Roku 1970 v zemi fungovaly pouhé tři základní školy ve městech Maskat, Matra a Salála s celkem asi 900 žáky – chlapci.
V Maskatu navíc působila chlapecká náboženská škola s přibližně 50 žáky, dívčí misionářská škola zřízená Spojenými státy pro přibližně 50 dívek ze zahraničí a tři indské soukromé školy.
Pokrok zahájily od roku 1975 pětileté plány s cílem zlepšit situaci ve školském sektoru. Během 80. let se sektor dále zásadně rozvíjel.
V letech 1990 až 1991 v zemi fungovalo 838 státních a soukromých škol přibližně se 365 tisíci studenty, a to 431 základních škol, 321 přípravných škol a 78 středních škol. V následujících letech 1991 až 1995 se naplno rozběhl v pořadí čtvrtý pětiletý plán (Fourth Five-Year Plan), jenž zasáhl rovněž školství. Nevhodné zastaralé školní budovy nahradilo 85 budov moderních a bylo postaveno dalších 62 úplně nových školních center, jednak základních škol a jednak škol přípravných.
Ve snaze dále snížit negramotnost obyvatelstva se vláda zasadila o otevření vzdělávacích středisek pro dospělé. V roce 1993 vykazovalo činnost 176 takových center.
Pátý pětiletý plán rozvoje dále reformoval školství a zaměřil se též na informační technologie a jejich budoucí výuku. Přibyl školní předmět praktických dovedností.
Reforma školství na základní a střední úrovni byla zahájena roku 1997. Původní systém o třech úrovních – základní, přípravná, střední – nahradily úrovně dvě. První úrovní je dvojstupňové základní vzdělání s prvním čtyřletým stupněm následovaným druhým šestiletým stupněm. Střední vzdělání, přibližně dvouleté, tvoří druhou zmíněnou úroveň. Přechod na nový reformový model probíhal pozvolna. Základního vzděláního se v podstatě dostává všem dětem.
V roce 2002 studovalo zahraničně přes 20 tisíc ománských studentů a studentek v 45 zemích po celém světě.

## Vzdělávací systém
Ministr školství a ministr vysokého školství jsou nejvýše postavenými osobami ve školství. Současným ministrem vysokého školství je Rawya al-Busaidi.
Odborná učiliště spadají do kompetence ministra sociálních věcí.
Během školního roku 2011/2012 je v Ománu zřízeno 1 040 státních škol s více než půl milionem studentů a 445 škol soukromých. Mezinárodní školy čítají 39 institucí. Existují také náboženské školy a mateřské školy,
avšak zpravidla se mateřské školy nacházejí ve větších městech.
Některé z mateřských škol jsou rovněž soukromé.

### Základoškolské vzdělání
Základní vzdělání je rozděleno na první a druhý stupeň. První stupeň, čtyři ročníky, obvykle navštěvují děti od 6 do 10 let. Druhý stupeň, šest ročníků, pak obvykle navštěvují děti a mládež od 11 do 17 let. Obzvláště první stupeň se podobá západnímu školství.
Podle údajů Světové banky nastoupilo v roce 2012 na základní školy 96% všech ománských dětí, které dosáhly daného věku pro prvotní navštěvování školy.
Počínaje prvním ročníkem probíhá výuka anglického jazyka.
Profesi učitele na základních školách většinou zastávají ženy. Ministerstvo plánuje pokračovat ve svých krocích, aby zde ženy utvořily absolutní většinu.
Soukromé základní školy, jichž se v sultanátu nachází asi 350, navštěvuje kolem 100 tisíce Ománců.

### Středoškolské vzdělání
Středoškolské vzdělání trvá za obvyklých podmínek dva až tři roky.
Studenti si volí mezi zaměřením na vědní obory a uměleckým zaměřením, a to v souladu s jejich hodnocením ze základní školy. Studium je zakončeno předáním výstupního certifikátu (možná obdoba maturitního vysvědčení).
Přes polovina lidí (54 %) míří ze středních škol na univerzity (2012).

### Vysokoškolské vzdělání
V období před zřízením vysokého školství studovali Ománci na univerzitách sousedních arabských států. Zejména Spojené arabské emiráty, Kuvajt, Jordánsko nebo Egypt patřily mezi ony státy. Stipendiem odměnění studovali také ve Spojeném království a Spojených státech.
Vznik terciární úrovně školství v Ománu ovlivnilo zvláště školství Západního světa.
U zrodu nejvyššího vzdělávání stála Univerzita Sultána Kábúse působící v hlavním městě Maskat od roku 1986.
Původní fakulty se zaměřovaly na zemědělství, strojírenství, lékařství, pedagogiku a vědu. Uměleckou fakultu založenou roku 1987 následovala roku 1993 fakulta obchodu a ekonomie. V roce 2006 se objevila právnická fakulta a dva roky nato fakulta lékařsko-ošetřovatelská.

### Jiné vzdělání
Odborná učiliště jsou alternativní možností vedle obvyklého středoškolského vzdělání, a to o délce od jednoho do tří let.
Vzdělávání lidí s mentálním a sluchovým postižením se děje na normálních školách, kde tito studenti využívají vyhrazených tříd.

## Vzdělávání dívek a žen
Vzdělávání dívek a žen podporuje od počátku své vlády i sultán Kábús bin Saíd. V roce 1972 činil podíl vzdělávajících se dívek a žen v ománském školním systému 12,7%. V současnosti – 21. století – přesahuje počet dívek na školách 266 tisíc, podíl ženského pohlaví tak vzrostl na 49%.
V zemi stojí 225 ryze dívčích škol. World Factbook odhaduje celkovou gramotnost ománských žen na 81,8% k roku 2010.
Zlepšenou situaci dokázal rok 2000, kdy nadpoloviční většina, 55 %, vysokoškolsky studujících Ománek ve věku 25 až 29 let úspěšně dokončila terciární vzdělání. Tato skutečnost zařadila Omán ke státům jako Jižní Korea či Singapur. Ománští studenti – muži – stejné věkové kategorie dokončili své vzdělání jen v 17 % případů v témž roce.

## Statistické údaje

### Gramotnost
| Rok  | Celková gramotnost (%) | Gramotnost – muži (%) | Gramotnost – ženy (%) | Zdroj |
| ---- | ---------------------- | --------------------- | --------------------- | ----- |
| 1990 | 55 %                   |                       |                       | [ 2 ] |
| 2000 | 72 %                   | 80 %                  | 62 %                  | [ 2 ] |
| 2008 | 81 %                   | 87 %                  | 74 %                  | [ 2 ] |
| 2010 | 86,9 %                 | 90,2 %                | 81,8 %                | [ 3 ] |

### Výdaje na školství
| Období/rok | Výše výdajů ($) | Podíl na státním rozpočtu (%) | Podíl na HDP (%) | Zdroj        |
| ---------- | --------------- | ----------------------------- | ---------------- | ------------ |
| 1975       |                 | 2,4 %                         |                  | [ 6 ]        |
| 1990       |                 | 11,2 %                        |                  | [ 6 ]        |
| 2009       |                 | 12,8 %                        | 4,3 %            | [ 4 ] [ 3 ]  |
| 2013       | 3,38 miliard $  | 10-13%                        | 4,6 %            | [ 16 ] [ 4 ] |

### Přihlášených studentů

#### Základní školy
| Školní rok | Celkem studentů | Studenti – muži | Studenti – ženy | Celkem škol | Školy – státní | Školy – soukromé | Zdroj  |
| ---------- | --------------- | --------------- | --------------- | ----------- | -------------- | ---------------- | ------ |
| 1970       | 909             | 909             | 0               | 3           | 3              | 0                | [ 5 ]  |
| 1975/1976  | 54 500          | 39 700          | 14 800          |             |                |                  | [ 17 ] |
| 1981/1982  | 101 600         | 65 400          | 36 200          |             |                |                  | [ 17 ] |
| 1985/1986  | 175 500         | 98 000          | 77 500          |             |                |                  | [ 17 ] |
| 1988/1989  | 228 700         | 122 400         | 106 300         |             |                |                  | [ 17 ] |
| 1989/1990  | 243 000         | 129 300         | 113 700         |             |                |                  | [ 17 ] |
| 1990/1991  | 262 989         | 139 385         | 123 604         | 431         | 386            | 45               | [ 5 ]  |

#### Střední školy
| Školní rok | Celkem studentů | Studenti – muži | Studenti – ženy | Celkem škol | Školy – státní | Školy – soukromé | Zdroj  |
| ---------- | --------------- | --------------- | --------------- | ----------- | -------------- | ---------------- | ------ |
| 1975/1976  | 1 100           | 900             | 200             |             |                |                  | [ 17 ] |
| 1981/1982  | 16 600          | 12 200          | 4 400           |             |                |                  | [ 17 ] |
| 1985/1986  | 32 700          | 21 600          | 11 100          |             |                |                  | [ 17 ] |
| 1988/1989  | 51 300          | 31 000          | 20 300          |             |                |                  | [ 17 ] |
| 1989/1990  | 61 200          | 35 900          | 25 300          |             |                |                  | [ 17 ] |
| 1990/1991  | 25 799          | 13 258          | 12 541          | 78          | 76             | 2                | [ 5 ]  |

#### Vysoké školy
| Školní rok | Celkem studentů | Studenti – muži | Studenti – ženy | Zdroj  |
| ---------- | --------------- | --------------- | --------------- | ------ |
| 1975/1976  | 200             | 143             | 57              | [ 17 ] |
| 1981/1982  | 2 484           | 1 788           | 696             | [ 17 ] |
| 1985/1986  | 10 734          | 6 971           | 3 763           | [ 17 ] |
| 1988/1989  | 15 190          | 7 490           | 7 700           | [ 17 ] |
| 1989/1990  | 19 261          | 9 572           | 9 689           | [ 17 ] |

### Vyučující
Vyučující – tedy učitelé, profesoři a jiní.
| Školní rok | Celkem vyučujících | Vyučující – muži | Vyučující – ženy | Ománci (%) | Zdroj  |
| ---------- | ------------------ | ---------------- | ---------------- | ---------- | ------ |
| 1970       | 30                 |                  |                  |            | [ 8 ]  |
| 1980/1981  | 5 663 (5000)       |                  |                  | 11% (8 %)  | ()     |
| 1985/1986  |                    |                  |                  | 18 %       | [ 6 ]  |
| 2008/2009  | 43000              |                  |                  | 89 %       | [ 13 ] |

## Seznam vysokoškolských institucí
Seznam zahrnuje vysokoškolské instituce v Ománu – univerzity, vysoké školy, vyšší odborné školy a podobně.
| Název školy (anglicky)                              | Název školy (česky)       | Název školy (arabsky)                 | Město      |
| --------------------------------------------------- | ------------------------- | ------------------------------------- | ---------- |
| Sultan Qaboos University                            | Univerzita Sultána Kábúse | جامعة السلطان قابوس                   | Maskat     |
| Majan College                                       |                           | كلية مجان                             | Maskat     |
| Middle East College of Information Technology       |                           | كلية الشرق الأوسط لتقنية المعلومات    | Maskat     |
| Oman Medical College                                |                           | كلية عمان الطبية                      | Maskat     |
| Arab Open University                                |                           |                                       | Maskat     |
| German University of Technology in Oman             |                           | الجامعة الألمانية للتكنولوجيا في عمان | Maskat     |
| Modern College of Business and Science              |                           | الكلية الحديثة للتجارة و العلوم       | Maskat     |
| Mazoon College                                      |                           | كلية مزون                             | Maskat     |
| International College of Engineering and Management |                           | الكلية الدولية للهندسة والإدارة       | Maskat     |
| Scientific College of Design                        |                           | لكلية العلمية للتصميم                 | Maskat     |
| Muscat University College                           |                           | كلية مسقط                             | Maskat     |
| Royal Guard of Oman Technical College               |                           | كلية الحرس السلطاني العماني التقنية   | Maskat     |
| Caledonian College of Engineering                   |                           | لكاليدوني كلية الهندسة                | Síb        |
| Al Musanna College of Technology                    |                           | لكلية التقنية بالمصنعة                | Muláda     |
| University of Nizwa                                 |                           | جامعة نزوى                            | Nazvá      |
| University of Sohar                                 |                           | جامعة صحار                            | Suhár      |
| Ibra College of Technology                          |                           | الكلية التقنية بإبراء                 | Ibra       |
| Dhofar University                                   |                           | جامعة ظفار                            | Salála     |
| Al Buraimi University College                       |                           | كلية البريمي                          | al-Burajmi |
| Sur University College                              |                           | جامعة صور                             | Súr        |
| Gulf College of Oman                                |                           | كلية الخليج                           | al-Chuvajr |